# معروف يوسف
معروف يوسف (بالإنجليزية: Maarouf Youssef)‏ (20 فبراير 1992 - )، لاعب كرة قدم نيجيري، يلعب في مركز الوسط لصالح نادي البنك الأهلي المصري.

## روابط خارجية
- معروف يوسف على موقع قاعدة بيانات كرة القدم.إي يو (الإنجليزية)
- معروف يوسف على موقع ناشيونال فوتبول تيمز (الإنجليزية)
- معروف يوسف على موقع كووورة